# Sumner, Missouri
Sumner är en ort i Chariton County i Missouri. Gåsstatyn Maxie är en av ortens sevärdheter.